# アニバル・ルイス
アニバル・ルイス（Aníbal Ruiz Leites、1942年12月30日 - 2017年3月10日）は、ウルグアイの元サッカー選手。ポジションはミッドフィールダー。

## 来歴
引退後、中南米で数多くのクラブで監督を務めた。2002年にパラグアイ代表に就任。2006 FIFAワールドカップ・南米予選では、3大会連続出場となる2006 FIFAワールドカップの出場権を獲得、2005年の南米年間最優秀監督賞を受賞した。ワールドカップではグループステージ敗退となった。ワールドカップ後は、再び多くのクラブで指導した。
メキシコのクルブ・プエブラのアシスタントコーチをしていた2017年3月10日、試合前に心筋梗塞で倒れ、死去した。